# Wilbert Brown
Wilbert Brown, född 24 september 1899 i Regina i Kanada, död 6 april 1964 i Toronto, var en brittisk ishockeyspelare. Han kom på fjärde plats i Olympiska vinterspelen i Sankt Moritz 1928. 